# Землетрясение у Маврикия (2010)
Землетрясение магнитудой 6,3 произошло 16 августа 2010 года в 03:30:53 (UTC) в Индийском океане, в 317,9 км к северо-востоку от города Порт-Матюрен, административного центра острова Родригес в государстве Маврикий. Гипоцентр землетрясения располагался на глубине 9,8 километров.
В результате землетрясения сообщений о жертвах и разрушениях не поступало.
Согласно критериям геологической службы США это землетрясение было классифицировано как существенное (Коэффициент существенности = 611).

## Тектонические условия региона
Маврикий расположен на Африканской тектонической плите, но недостаточно близко к границам плит или линиям разломов, чтобы здесь происходили сильные землетрясения или существовала постоянная тектоническая активность. Маврикий — островное государство вулканического происхождения, однако вулканическая деятельность давно прекратилась. Компактный главный остров представляет собой основание потухшего вулкана. Он находится на большей части подводного Маскаренского плато. Это хребет, который на протяжении большей части своей длины в настоящее время лежит под водой в Индийском океане и проходит с севера на юг. Маскаренское плато когда-то было сухопутным мостом между Азией и Африкой.
Хотя остров Маврикий не считается подверженным землетрясениям, тем не менее, всегда остаётся вероятность их возникновения, как и в других районах мира. Остров Родригес, в свою очередь, подвержен определённой степени тектонического движения. Землетрясения распространены в юго-западной части Индийского океана, но основные сейсмические источники в регионе находятся далеко от Маврикия. Двумя основными источниками сейсмической активности являются Аравийско-Индийский хребет в Индийском океане и Восточно-Африканская рифтовая долина. Землетрясения в этих регионах часты, но обычно имеют силу от слабой до умеренной.
Маврикий не имеет истории экономических потерь или жертв от землетрясений. Ожидается, что значительные потери от землетрясений будут происходить нечасто, а прямые потери не ожидаются для землетрясений с периодом повторяемости около 500 лет. Среднегодовые потери от землетрясений на Маврикии обусловлены крайне редкими землетрясениями с периодами повторяемости, превышающими один раз каждые 500 лет.